# 상견례 하는 날
《상견례 하는 날》(Meet Parents)은 대한민국에서 제작된 양준호 감독의 2008년 드라마, 코미디, 가족 영화이다. 문정웅 등이 주연으로 출연하였고 유지연 등이 제작에 참여하였다.

## 출연

### 주연
- 문정웅
- 맹봉학
- 안여진
- 정경
- 박용진
- 이희석
- 박혜미

## 기타
- 조명: 옹경애
- 조연출: 유지연
- 녹음: 박현수
- 녹음: 이은주
- 미술: 원여정
- 분장: 권수경